# Ozorzyn
Ozorzyn – wieś w Polsce położona w województwie wielkopolskim, w powiecie kolskim, w gminie Babiak.
W latach 1975–1998 miejscowość administracyjnie należała do województwa konińskiego.

## Zabytki
Parterowy dwór wybudowany na planie prostokąta, kryty dachem dwuspadowym. Od frontu w piętrowym ryzalicie murowany ganek z głównym wejściem, zwieńczony balkonem (tarasem) z metalowym ogrodzeniem między murowanymi słupkami. Ryzalit zakończony szczytem schodkowym. W otoczeniu park z XIX w. o pow. 2,84 ha.